# Athetis multilinea
Athetis multilinea är en fjärilsart som beskrevs av Alfred Ernest Wileman och South 1920. Athetis multilinea ingår i släktet Athetis och familjen nattflyn. Inga underarter finns listade i Catalogue of Life.